# Misao Okawa
Misao Okawa (5. marts 1898 - 1. april 2015) var en japansk kvinde. Hun havde været verdens ældste person siden den japanske mand Jiroemon Kimura døde den 12. juni 2013.